# Pteronemobius montanus
Pteronemobius montanus är en insektsart som beskrevs av Lucien Chopard 1933. Pteronemobius montanus ingår i släktet Pteronemobius och familjen syrsor. Inga underarter finns listade i Catalogue of Life.